# Mirkovo (huyện)
Mirkovo là một huyện thuộc tỉnh Sofia, Bungaria. Dân số thời điểm năm 2001 là 3179 người.